# Nadya Ortiz
Nadya Karolina Ortiz Aguirre (* 20. Oktober 1986 in Ibagué) ist eine kolumbianische Schachspielerin.

## Leben
Nadya Ortiz erlernte das Schachspielen von ihrem Vater, als sie sechs Jahre alt war. Sie begann ein Studium der Elektrotechnik an der Universidad de Ibagué, wechselte dann aber mit einem Schachstipendium an die University of Texas at Brownsville and Texas Southmost College, um dort Informatik zu studieren. Sie graduierte dort im Dezember 2011 und studierte im Anschluss Informationssicherheit an der Purdue University in West Lafayette, Indiana.

## Erfolge
1999 gewann sie in Pereira die kolumbianische Schulmeisterschaft U12 (weiblich). Die kolumbianische Einzelmeisterschaft der Frauen konnte sie ein Mal gewinnen, und zwar 2001 in Medellín. 2003 gewann sie die panamerikanische U18-Meisterschaft der weiblichen Jugend in Bogotá. Für diesen Sieg erhielt sie den Titel Internationaler Meister der Frauen (WIM). Die mittelamerikanische U20-Meisterschaft der weiblichen Jugend, die in der Dalkeith Methodist Church Hall in Bridgetown, Barbados stattfand, konnte sie 2005 gewinnen.
Für die kolumbianische Frauennationalmannschaft spielte sie bei den Schacholympiaden 2000 am dritten Brett, 2002 am zweiten Brett und 2004, 2006, 2008 und 2010 am Spitzenbrett. Bei Schacholympiaden hat sie ein positives Gesamtergebnis von 39 Punkten aus 70 Partien.
Seit Juni 2011 trägt sie den Titel Großmeister der Frauen (WGM). Die Normen hierfür erzielte sie bei ihrem Gewinn der mittelamerikanischen Einzelmeisterschaft U20 weiblich 2003 in San Cristóbal (Venezuela) sowie ihrem Zwischenergebnis von 6,5 Punkten aus 9 Partien bei der Schacholympiade 2010. Mit ihrer Elo-Zahl im Januar 2025 würde sie die kolumbianische Elo-Rangliste der Frauen anführen, sie wird jedoch als inaktiv gelistet, da sie seit der kolumbianischen Frauenmeisterschaft 2015 in Quibdó keine Elo-gewertete Partie mehr gespielt hat. Ihre höchste Elo-Zahl war 2305 im April 2007.